# NXT Stand & Deliver (2024)
O NXT Stand & Deliver 2024 foi o quarto Stand & Deliver wrestling profissional livestreaming evento produzidos pela WWE. Foi realizado exclusivamente para lutadores da NXT divisão de marca. O evento aconteceu no sábado, 6 de abril de 2024, no Wells Fargo Center em Filadélfia, Pensilvânia como parte do WrestleMania Weekend, e foi realizado no mesmo dia da WrestleMania XL Noite 1 com horário especial de início às 13h (Hora do Leste).
Sete lutas foram disputadas no evento, incluindo uma no pré-show Countdown to Stand & Deliver. No evento principal, Trick Williams derrotou Carmelo Hayes. Em outras lutas de destaque, Ilja Dragunov derrotou Tony D'Angelo para reter o Campeonato do NXT, e Roxanne Perez derrotou Lyra Valkyria para conquistar o Campeonato Feminino do NXT. O evento também foi notável pelo anúncio de um novo Campeonato Norte-Americano Feminino do NXT e pela aparição da nova contratada da WWE, Giulia, que anteriormente havia atuado no World Wonder Ring Stardom.

## Produção

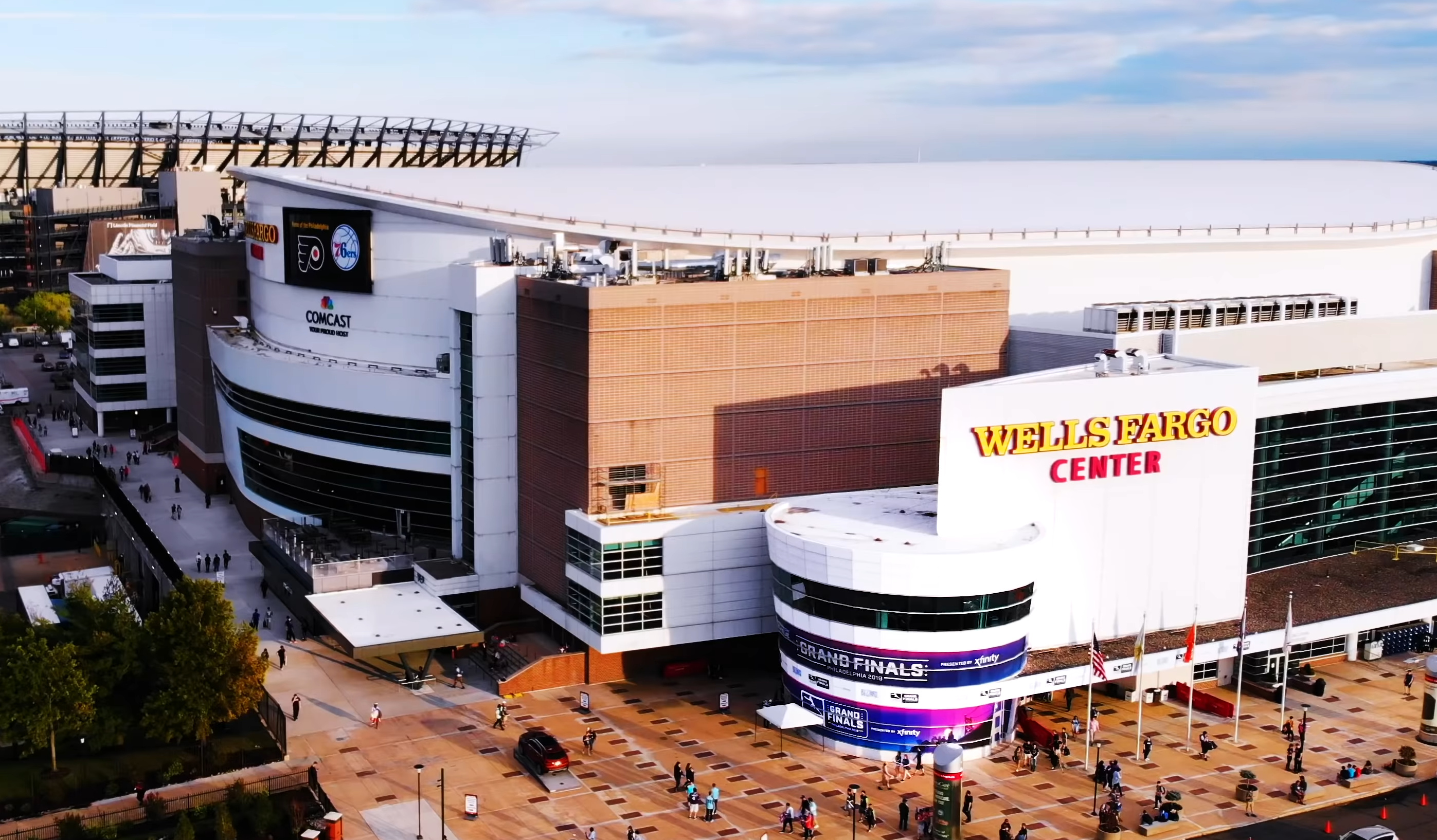
O evento foi realizado no Wells Fargo Center, na Filadélfia, Pensilvânia.

### Introdução
Stand & Deliver é um evento anual de luta livre profissional realizado durante a semana da WrestleMania pela WWE para sua marca de desenvolvimento, NXT, desde 2021. Em 8 de novembro de 2023, a WWE anunciou que o quarto Stand & Deliver seria realizado no sábado, 6 de abril de 2024, no Wells Fargo Center em Filadélfia, Pensilvânia. Aconteceu durante o dia da WrestleMania XL Noite 1 com horário especial de início às 13h. Hora do Leste. O evento foi transmitido ao vivo na Peacock nos Estados Unidos e na WWE Network na maioria dos mercados internacionais. Os ingressos começaram a ser vendidos em 17 de novembro.

### Rivalidades
O evento incluiu lutas resultantes de histórias roteirizadas. Os resultados são predeterminados pelos escritores da WWE na marca NXT, enquanto as histórias são produzidas no programa de televisão semanal da WWE, NXT, e no programa de streaming online suplementar, Level Up.
No Vengeance Day em 4 de fevereiro, Trick Williams, que estava acompanhado por Carmelo Hayes, não conseguiu vencer o NXT Championship de Ilja Dragunov. Após a luta, Hayes atacou Williams com uma cadeira de aço, encerrando a parceria e virando heel no processo. No episódio seguinte do NXT, Hayes revelou que foi ele quem atacou Williams em outubro de 2023 e estava de olho em Dragunov e no Campeonato NXT. No episódio de 27 de fevereiro do NXT, Tony D'Angelo disse a Dragunov que estava disposto a ganhar uma chance pelo título no Campeonato NXT. Dragunov aceitou a proposta de D'Angelo e o gerente geral do NXT Ava marcou uma luta entre Hayes e D'Angelo no Roadblock para determinar o desafiante número 1 ao NXT. Campeonato no Stand & Deliver.

## Resultados
| Nº                                          | Resultados | Estipulações                                              | Tempo |
| ------------------------------------------- | --- | --------------------------------------------------------- | ----- |
| Pré- show                                   | Joe Gacy derrotou Shawn Spears | Luta individual                                           | 9:04  |
| 1                                           | Baron Corbin e Bron Breakker (c) derrotaram Axiom e Nathan Frazer                                                                                          | Luta de duplas pelo Campeonato de Duplas do NXT           | 11:25 |
| 2                                           | Oba Femi (c) derrotou Dijak e Josh Briggs | Luta Triple threat pelo Campeonato Norte-Americano do NXT | 15:05 |
| 3                                           | Thea Hail, Fallon Henley, e Kelani Jordan (com Andre Chase, Duke Hudson, e Riley Osborne) derrotaram Jacy Jayne, Kiana James, e Izzi Dame (com Jazmyn Nyx) | Luta de tag team de seis mulheres                         | 11:55 |
| 4                                           | Roxanne Perez derrotou Lyra Valkyria (c) | Luta individual pelo Campeonato Feminino NXT              | 16:17 |
| 5                                           | Ilja Dragunov (c) derrotou Tony D'Angelo (com Adriana Rizzo, Channing "Stacks" Lorenzo, e Luca Crusifino)                                                  | Luta individual pelo Campeonato do NXT                    | 17:06 |
| 6                                           | Trick Williams derrotou Carmelo Hayes | Luta individual                                           | 14:47 |
| (c) – Refere-se aos campeões antes da luta. | |                                                           |       |

### NXT Tag Team Championship Eliminator Tournament (2024)
|  |                                                       |                                                       |                                    |                       |                       |                                         |                                         |                        |
|  | 1ª Ronda NXT (12,19 e 26 de Março)                    | 1ª Ronda NXT (12,19 e 26 de Março)                    | 1ª Ronda NXT (12,19 e 26 de Março) |                       |                       | Final NXT (2 de Abril)                  | Final NXT (2 de Abril)                  | Final NXT (2 de Abril) |
|  | 1ª Ronda NXT (12,19 e 26 de Março)                    | 1ª Ronda NXT (12,19 e 26 de Março)                    | 1ª Ronda NXT (12,19 e 26 de Março) |                       |                       | Final NXT (2 de Abril)                  | Final NXT (2 de Abril)                  | Final NXT (2 de Abril) |
|  |                                                       |                                                       |                                    |                       |                       |                                         |                                         |                        |
|  |                                                       |                                                       |                                    |                       |                       |                                         |                                         |                        |
|  | Latino World Order (Joaquin Wilde e Cruz Del Toro)    | Latino World Order (Joaquin Wilde e Cruz Del Toro)    | Pin                                |                       |                       |                                         |                                         |                        |
|  | Latino World Order (Joaquin Wilde e Cruz Del Toro)    | Latino World Order (Joaquin Wilde e Cruz Del Toro)    | Pin                                |                       |                       |                                         |                                         |                        |
|  | OTM (Bronco Nima e Lucien Price)                      | OTM (Bronco Nima e Lucien Price)                      | 10:46                              |                       |                       |                                         |                                         |                        |
|  | OTM (Bronco Nima e Lucien Price)                      | OTM (Bronco Nima e Lucien Price)                      | 10:46                              |                       |                       |                                         |                                         |                        |
|  |                                                       |                                                       |                                    |                       |                       |                                         |                                         |                        |
|  | Latino World Order (Joaquin Wilde e Cruz Del Toro)    | Latino World Order (Joaquin Wilde e Cruz Del Toro)    | 10:48                              |                       |                       |                                         |                                         |                        |
|  | Latino World Order (Joaquin Wilde e Cruz Del Toro)    | Latino World Order (Joaquin Wilde e Cruz Del Toro)    | 10:48                              | Axiom e Nathan Frazer | Axiom e Nathan Frazer | Pin                                     |                                         |                        |
|  |                                                       |                                                       | Axiom e Nathan Frazer              | Axiom e Nathan Frazer | Axiom e Nathan Frazer | Pin                                     | Pin                                     |                        |
|  | No Quarter Catch Crew (Charlie Dempsey e Myles Borne) | No Quarter Catch Crew (Charlie Dempsey e Myles Borne) | Axiom e Nathan Frazer              | Axiom e Nathan Frazer | 9:32                  |                                         | Pin                                     |                        |
|  | No Quarter Catch Crew (Charlie Dempsey e Myles Borne) | No Quarter Catch Crew (Charlie Dempsey e Myles Borne) |                                    |                       | 9:32                  | The O.C. (Luke Gallows e Karl Anderson) | The O.C. (Luke Gallows e Karl Anderson) | –                      |
|  |                                                       |                                                       |                                    |                       |                       | The O.C. (Luke Gallows e Karl Anderson) | The O.C. (Luke Gallows e Karl Anderson) | –                      |
|  |                                                       |                                                       |                                    |                       |                       |                                         |                                         |                        |
|  | Hank Walker e Tank Ledger                             | Hank Walker e Tank Ledger                             | 7:52                               |                       |                       |                                         |                                         |                        |
|  | Hank Walker e Tank Ledger                             | Hank Walker e Tank Ledger                             | 7:52                               |                       |                       |                                         |                                         |                        |
|  | The O.C. (Luke Gallows e Karl Anderson)               | The O.C. (Luke Gallows e Karl Anderson)               | Pin                                |                       |                       |                                         |                                         |                        |
|  | The O.C. (Luke Gallows e Karl Anderson)               | The O.C. (Luke Gallows e Karl Anderson)               | Pin                                |                       |                       |                                         |                                         |                        |